# Greater Underwater Propulsion Power Program
Pour les articles homonymes, voir Guppy (homonymie).

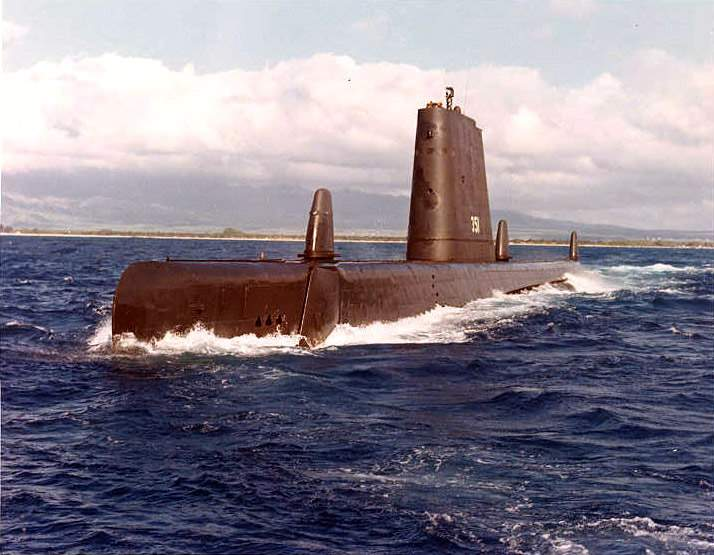
L' après la modernisation GUPPY III. Les trois dômes distinctifs à ailerons de requin du sonar PUFFS sont visibles sur le pont.

Le Greater Underwater Propulsion Power Program (GUPPY) est lancé par la marine américaine après la Seconde Guerre mondiale pour améliorer la vitesse, la manœuvrabilité et l'endurance de ses sous-marins. (Le « Y » dans l'acronyme a été ajouté pour la prononciation.)
La marine commence le programme en faisant l'essai et la rétro-ingénierie de deux U-Boote allemands de type XXI capturés : l'U-2513 et l'U-3008. Cette analyse mène à quatre objectifs : augmenter la capacité de la batterie des sous-marins, rationaliser les structures des bateaux, ajouter un schnorchel et améliorer les systèmes de conduite de tir. La marine se concentre immédiatement sur la conception d'une nouvelle classe de sous-marins, mais le Bureau of Ships estime que la flotte des sous-marins existants des classes Gato, Balao et Tench peut être modifiée pour y apporter les améliorations souhaitées. En juin 1946, le chef des opérations navales approuve le projet GUPPY. Le programme initial d'essais de deux bateaux, mis en œuvre par le chantier naval de Portsmouth, se transforme en plusieurs programmes de conversion successifs. Ces mises à niveau se déroulent en sept variantes, dans l'ordre suivant : GUPPY I, GUPPY II, GUPPY IA, Fleet Snorkel, GUPPY IIA, GUPPY IB et GUPPY III. Certains bateaux passent par une phase initiale ensuite font l'objet d'une mise à niveau plus poussée dans une phase ultérieure.
Un programme similaire pour la Royal Navy prévoit la modification de 24 sous-marins britanniques des classes T et A datant de la guerre et de l'après-guerre, équipés de coques profilées, de châteaux en forme de voile et de performances sous-marines accrues entre 1948 et 1960.

## GUPPY I

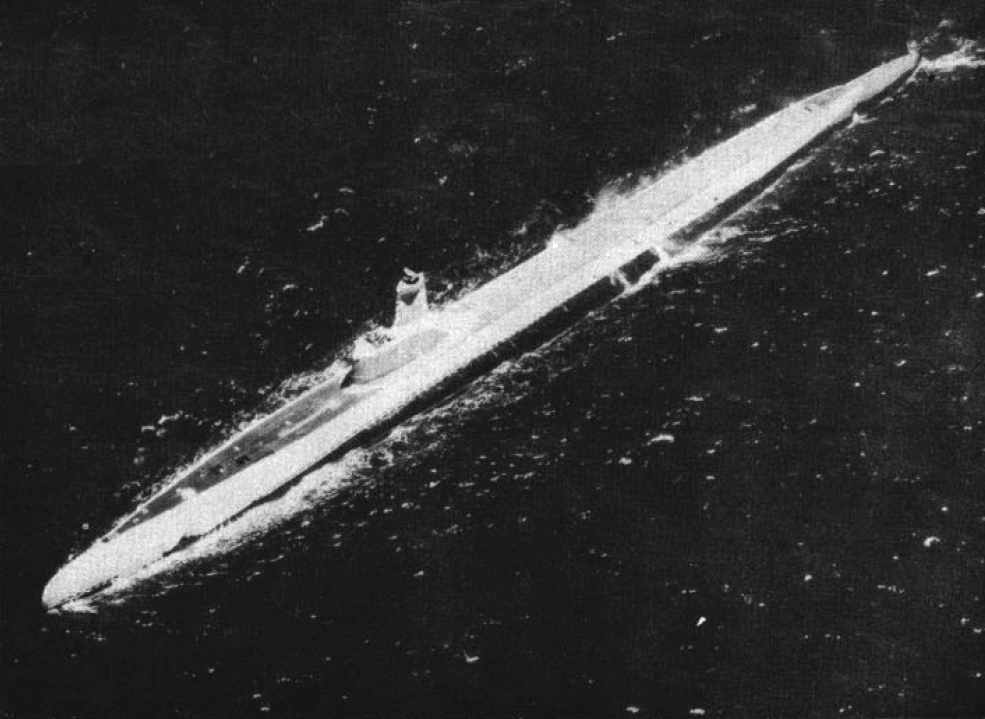
L' de type GUPPY I.

Seuls deux bateaux, les USS Odax et Pomodon sont convertis en GUPPY I. Tous deux de la classe Tench, ils sont modifiés en 1947.
Les principales modifications comprennent un meilleur profilage des superstructures et une réduction de la traînéehydrodynamique, afin d'améliorer les performances en immersion. Pour cela, l'étrave est modifiée, l'un des périscopes et des canons de pont sont supprimés. En outre, cela comprend également la non-adjonction d'un schnorchel, bittes d'amarrage et différents taquets et cabestans rétractables.
Ces modifications changent non seulement l'apparence des submersibles, mais aussi leur terminologie : après une conversion GUPPY, la structure carénée autour du château et des supports du mât a été appelée le « kiosque ».
La puissance des batteries est augmentée considérablement, il y a maintenant quatre batteries de 126 éléments chacune. La place a été trouvée dans les anciens locaux de stockage de munitions. Par rapport à la batterie Sargo d'origine, ces quatre batteries Guppy peuvent couplées en série ou en parallèle offrant des tensions différentes et donc une large gamme de vitesses. Cependant, ces batteries ont une durée de vie plus courte, 18 mois contre les cinq ans de la batterie Sargo, et prennent plus de temps à charger.
Dans la salle de manœuvre, deux ou quatre des moteurs à grande vitesse et réducteurs antérieurs sont remplacés par des moteurs à basse vitesse. Le voltage utilisant un courant alternatif passe à 120 volts 60 hertz pour la distribution électrique et à 120 volts 400 hertz pour l'électronique. Un nouveau système de climatisation plus performant est installé.
En service, ces bateaux offraient des performances sous-marines considérablement améliorées. L'USS Odax a atteint une vitesse de 20,25 nœuds en surface et 8,75 nœuds en plongée. Pour l'USS Pomodon 17,8 nœuds en surface et 18,2 nœuds en plongée.

### Submersibles de type GUPPY I
- Odax
- Pomodon

## GUPPY II

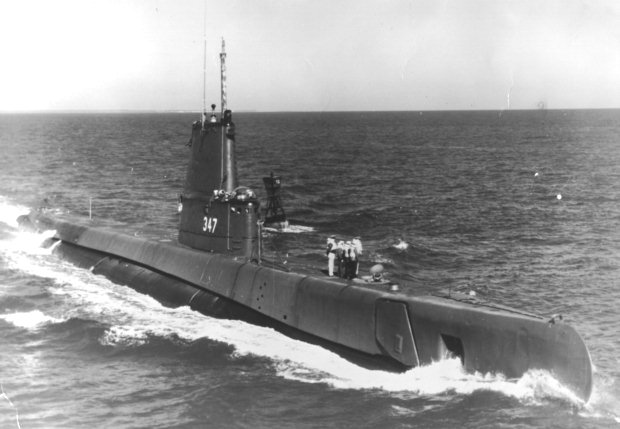
L' après sa modernisation de type GUPPY II.

La version GUPPY II (SCB 47), mise en œuvre de 1947 à 1951, était généralement similaire à la GUPPY I, à l'exception de la rétention des deux périscopes et de l'introduction du schnorchel récemment perfectionné. L'ajout de trois nouveaux mâts — induction tube d'air, échappement tube d'air et mât ESM — nécessita plus d'espace dans la partie supérieure du kiosque. Le BuShips approuva deux conceptions de voile différentes :
- Le « kiosque Electric Boat » avait un bord de fuite droit, des fenêtres rondes, un sommet plus large et un bord avant plus arrondi.
- Le « kiosque Portsmouth » avait un sommet plus fin, un bord de fuite incurvé, des fenêtres carrées et un bord avant inférieur plus net. Il fut installé sur tous les navires utilisant les plans du gouvernement pour la conversion.

Tous les bateaux convertis pendant le programme GUPPY II qui avaient à l'origine quatre moteurs électriques à grande vitesse, sont remplacés par deux moteurs électriques à entraînement direct à basse vitesse, produisant 2 500 chevaux par arbre d'hélice.
Les deux navires de type GUPPY I, les Odax et Pomodon, ont été modifiés au standard GUPPY II.

### Submersibles de type GUPPY II
- Catfish (devient ARA Santa Fe (S-21) dans la Marine argentine)
- Clamagore
- Cobbler
- Cochino
- Corporal
- Cubera (devient ARV Tiburón (S-12) dans la Marine vénézuélienne)
- Diodon
- Dogfish (devient Guanabara (S-10) dans la Marine brésilienne)
- Greenfish
- Halfbeak
- Tiru
- Trumpetfish (devient Goiás (S-15) dans la Marine brésilienne)
- Tusk (devient Hai Pao (SS-792) dans la Marine de la république de Chine) En service.
- Cutlass (devient Hai Shih (SS-791) dans la Marine de la république de Chine) En service.
- Amberjack (devient Ceará (S-14) dans la Marine brésilienne)
- Odax (devient Rio de Janeiro (S-13) dans la Marine brésilienne)
- Sirago
- Pomodon
- Remora
- Volador
- Sea Leopard (devient Bahia (S-12) dans la Marine brésilienne)
- Grampus (devient Rio Grande do Sul (S-11) dans la Marine brésilienne)
- Pickerel
- Grenadier (devient ARV Picúa (S-22) dans la Marine vénézuélienne)

## GUPPY IA
Le BuShips a conçu le programme GUPPY IA (SCB 47A) de 1951 comme une alternative moins chère à la conversion GUPPY II. Bien que la conversion GUPPY IA comprenait la plupart des fonctionnalités du GUPPY II, l'organisme de l'US Navy omit la configuration de la batterie à quatre puits et le vaste réarrangement interne qui lui est associé. Au lieu de cela, le GUPPY IA conserva les puits de batterie d'origine, équipés de batteries Sargo II plus puissantes. La Sargo II fut développé dans l'optique d'être moins cher que la batterie Guppy tout en offrant la plupart des performances. Celle-ci était de taille intermédiaire entre les batteries Guppy et Sargo, et avait également une durée de vie plus longue que les batteries Guppy, bien que plus courte que la batterie Sargo d'origine. Ces batteries comportaient une agitation électrolytique, un refroidissement des batteries et une ventilation à réservoir ouvert.
La salle du sonar a été déplacée de la salle des torpilles avant vers un espace sous la cuisine. Comparé au GUPPY II, le GUPPY IA offrait un coût inférieur, une meilleure habitabilité et un entretien plus facile au détriment des performances sous-marines.

### Submersibles de type GUPPY IA
- Becuna
- Blackfin
- Caiman (devient TCG Dumlupinar (S-339) dans la Marine turque)
- Blenny
- Chivo (devient ARA Santiago del Estero (S-22) dans la Marine argentine)
- Chopper
- Atule (devient BAP Pacocha (SS-48) dans la Marine péruvienne)
- Sea Poacher (devient BAP La Pedrera (SS-49) dans la Marine péruvienne)
- Sea Robin
- Tench

## Fleet Snorkel Program

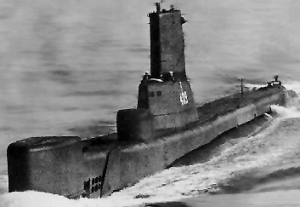
L' équipé d'un sonar d'étrave BQR-4A.

Lorsque la marine réalise qu'elle n'est pas en mesure de financer toutes les conversions GUPPY qu'elle désire, celle-ci conçoit le programme Fleet Snorkel (SCB 47B) afin d'ajouter les modifications minimales nécessaires aux bateaux de la flotte. Cette modernisation comprend l'ajout d'un tube d'air, d'un kiosque profilé, d'un système de climatisation de plus grande capacité et d'un système électrique plus puissant. Contrairement aux conversions GUPPY, ces bateaux conservent leur structure de pont, leur proue et leurs batteries de stockage d'origine. Les performances immergées des navires Fleet Snorkel sont donc nettement inférieures à toute conversion GUPPY. Malgré leurs caractéristiques limitées, les navires de ce type ont servi presque aussi longtemps que ceux de type GUPPY plus modernes.
Trois submersibles, les Piper, Sea Owl et Sterlet, reçoivent un grand sonar d'étrave BQR-4A. L'ex-USS Chub (S-329) et l'ex-USS Brill (S-330), tous deux transférés en Turquie en 1948 sous les noms TCG Gür (S 334) et TCG 1. Īnönü (S 330), sont convertis en sous-marin Snorkel Fleet en 1953, les travaux sont d'abord effectués au chantier naval de Gölcük, en Turquie, pour se terminer aux États-Unis.

### SubmersiblesFleet Snorkel
- Sabalo
- Sablefish
- Bergall (devient TGC Turgutreis (S-342) dans la Marine turque)
- Besugo (devient Francesco Morosini (S 508) dans la Marine italienne)
- Charr
- Bugara
- Carbonero
- Carp
- Cusk
- Guitarro (devient TGC Preveze (S-340) dans la Marine turque)
- Kraken (devient Almirante García de los Reyes (S-31) dans la Marine espagnole)
- Lizardfish (devient Evangelista Torricelli (S 512) dans la Marine italienne)
- Mapiro (devient TGC Pirireis (S-343) dans la Marine turque)
- Mero (devient TGC Hizirreis (S-344) dans la Marine turque)
- Sterlet
- Scabbardfish (devient Traina (S-86) dans la Marine hellénique)
- Segundo
- Sea Cat
- Sea Owl
- Sennet
- Spinax
- Piper
- Torsk
- Argonaut (devient HMCS Rainbow (S 75) dans la Marine canadienne)
- Runner
- Diablo (devient PNS Ghazi dans la Marine pakistanaise)
- Medregal
- Requin
- Irex
- TCG Gür (S 334) (ex-USS Chub)
- TCG 1. İnönü (S 330) (ex-USS Brill)

## GUPPY IIA

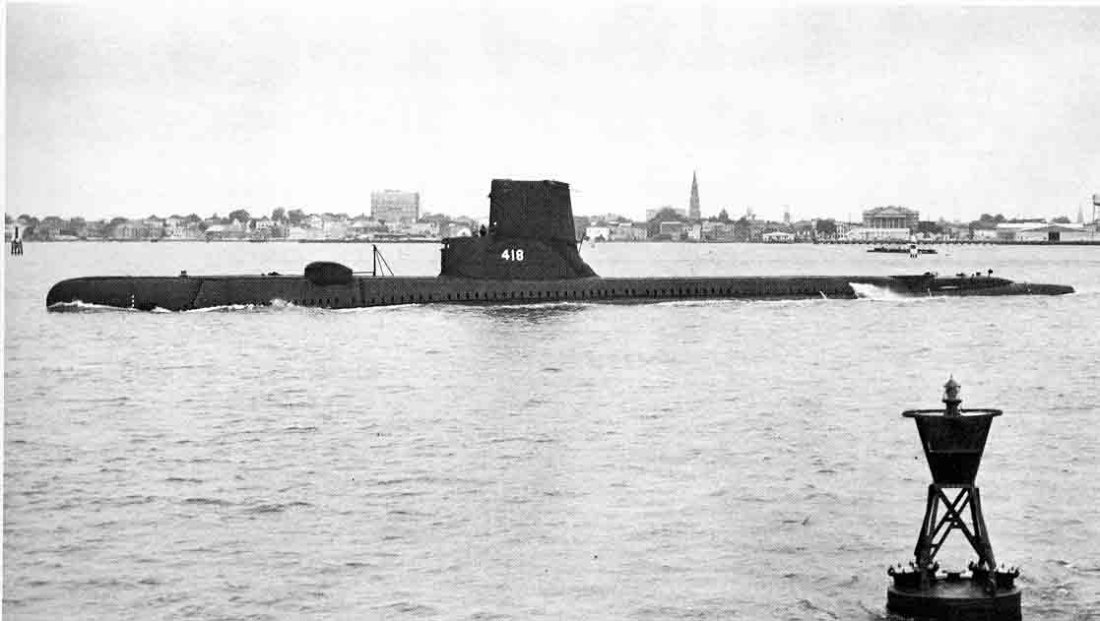
L' après sa modernisation de type GUPPY IIA.

Le programme GUPPY IA est remplacé par le programme GUPPY IIA presque identique (SCB 47C), mis en œuvre de 1952 à 1954. Le GUPPY IIA, cependant, a encore atténué les conditions internes exiguës des conversions antérieures en supprimant un moteur avant et en le remplaçant par des pompes et des machines de climatisation. Certains bateaux ont déplacé les compresseurs d'air à haute pression au niveau inférieur de la salle des machines avant. Les unités de congélation et de réfrigération ont été déplacées vers l'espace sous la cuisine et la salle de sonar a été déplacée à l'extrémité avant de la salle des pompes. Des batteries Sargo II ont été installées dans les puits de batterie existants.
À l'externe, le GUPPY IIA diffère des GUPPY II et IA en n'ayant que trois sorties d'échappement diesel, alors que les conversions antérieures en avaient quatre.
Ce sont des sous-marins de classe Tench modifiés.

### Submersibles de type GUPPY IIA
- Entemedor (devient TGC Preveze (S-345) dans la Marine turque)
- Diodon
- Hardhead (devient Papanikolis (S-114) dans la Marine hellénique)
- Jallao (devient Narciso Monturiol (S-35) dans la Marine espagnole)
- Menhaden
- Picuda (devient Narciso Monturiol (S-33) dans la Marine espagnole)
- Bang (devient Cosme García Sáez (S-34) dans la Marine espagnole)
- Pomfret (devient TGC Oruçreis (S-337) dans la Marine turque)
- Razorback (devient TGC Muratreis (S-336) dans la Marine turque)
- Ronquil (devient Isaac Peral (S-32) dans la Marine espagnole)
- Sea Fox (devient TGC Burakreis (S-335) dans la Marine turque)
- Threadfin (devient TCG I. Inönü (S-346) dans la Marine turque)
- Stickleback
- Thornback (devient TGC Uluçalireis (S-338) dans la Marine turque)
- Tirante
- Trutta (devient TGC Cerbe (S-340) dans la Marine turque)
- Quillback

## GUPPY IB
Le type GUPPY IB est une désignation informelle de mise à niveau et de modernisation limitée accordée à quatre bateaux en vue de leur transfert à des marines étrangères. Ces bateaux sont équipés de schnorchel et sont généralement similaires au GUPPY IA, sauf qu'ils ne sont pas équipés du sonar moderne, des systèmes de conduite de tir ou du système ESM. Les deux bateaux italiens sont de la classe Gato, les deux autres de classe Balao.

### Submersibles de type GUPPY IB
- Barb (devient Enrico Tazzoli (S 511) dans la Marine italienne)
- Dace (devient Leonardo da Vinci (S 510) dans la Marine italienne)
- Hawkbill (devient HNLMS Zeeleeuw (S-803) dans la Marine néerlandaise)
- Icefish (devient HNLMS Walrus (S-802) dans la Marine néerlandaise)

## GUPPY III

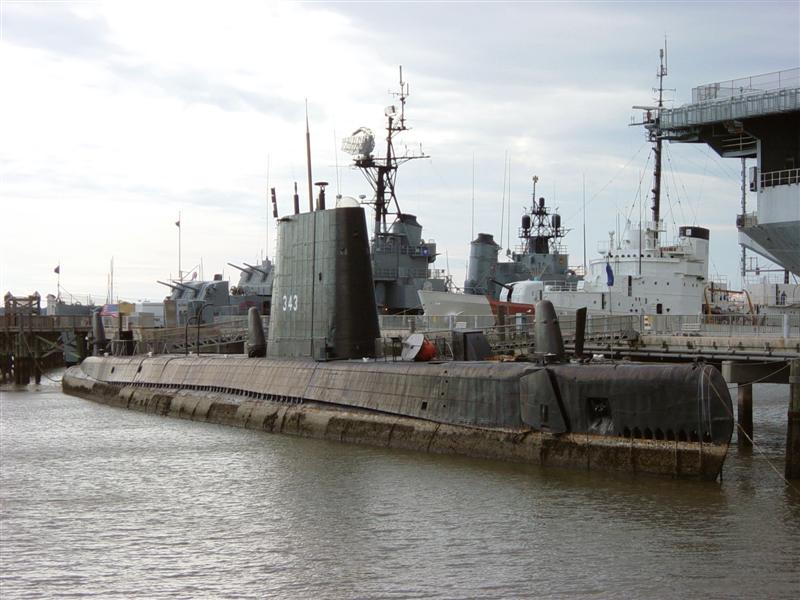
L' après sa modernisation de type GUPPY III, tel que conservé à Patriot's Point (Charleston).

Les conversions GUPPY II ont souffert de conditions internes très exiguës en raison de la configuration à quatre batteries. Le programme GUPPY III (SCB 223) a été conçu pour résoudre ce problème.
En 1959, l'USS Tiru devient le prototype de conversion. La coque est coupée en deux et rallongée avec une section de 12,5 pieds (3,8 m) à l'avant de la salle de contrôle pour créer de l'espace pour une nouvelle salle de sonar, des couchettes, appareils électroniques et magasins. La suppression de la salle du sonar des espaces de torpilles avant permet une augmentation du nombre de rechargements. Les espaces de l'équipage sont également rénovés. Comme dans la conversion GUPPY IIA, un moteur diesel est retiré. Le grand kiosque (ou « kiosque de l'Atlantique Nord », comme on les appelait parfois) est une caractéristique singulière des navires de ce type, distinct du soi-disant "kiosque commun" équipant toutes les autres classes de sous-marins GUPPY.
De 1961 à 1963, huit autres submersibles de type GUPPY II ont été rénovés d'après les caractéristiques de la version GUPPY III. Ces navires différaient du Tiru, une section de 15 pieds (4,6 m) à l'avant de la salle de contrôle y avait été rajoutée, augmentant la longueur du bâtiment à 322 pieds (98,1456 m) et son déplacement en surface à environ 1 975 tonnes. Ils conservèrent également les quatre moteurs diesel.
Tous les navires ont reçu le sonar de recherche passif BQG-4 PUFFS (Passive Underwater Fire Control Feasibility System (en)), identifiable par les trois dômes de sonar ressemblant à des ailerons de requin ajoutés à la superstructure supérieure. Le château dans le kiosque gagna une section supplémentaire de 5 pieds (1,5 m) pour accueillir le système de conduite de tir Mk 101 et le directeur Mk 37.
Les améliorations du système de conduite de tir ont permis aux sous-marins de type GUPPY III d'être équipés de la torpille nucléaire Mark 45.
La conversion de GUPPY III s'inscrit dans le cadre du programme FRAM (Fleet Rehabilitation and Modernization). Les 24 bateaux de GUPPY II doivent à l'origine recevoir la modernisation de GUPPY III, mais les contraintes budgétaires limitent le programme à un total de neuf bateaux. Malgré leurs importantes modifications et améliorations, les bateaux GUPPY III ne servent que légèrement plus longtemps que le reste de la flotte GUPPY.

### Submersibles de type GUPPY III
- Clamagore
- Cobbler (devient TGC Çanakkale (S-341) dans la Marine turque)
- Corporal (devient TCG 2. Inönü (S-333) dans la Marine turque)
- Greenfish (devient Amazonas (S-16) dans la Marine brésilienne)
- Tiru
- Trumpetfish (devient Goias (S-15) dans la Marine brésilienne)
- Remora (devient Katsonis (S-115) dans la Marine hellénique)
- Volador (devient Gianfranco Gazzana-Priaroggia (S 502) dans la Marine italienne)
- Pickerel (devient Primo Longobardo (S 501) dans la Marine italienne)